# Evania kuchingensis
Evania kuchingensis är en stekelart som beskrevs av Cameron 1908. Evania kuchingensis ingår i släktet Evania och familjen hungersteklar. Inga underarter finns listade i Catalogue of Life.